# Cuencas de Carolina
Las Cuencas de Carolina , también llamadas Bahías de Carolina, son depresiones elípticas a circulars que ocurren en suelo arenoso cerca del nivel freático a lo largo de la costa atlántica de los Estados Unidos desde Nueva Jersey hasta la parte norte de la Florida. La geometría elíptica a circular es una característica de todas las cuencas sin respecto a su tamaño, aunque hay muchos ejemplos de cuencas modificadas por erosión fluvial. Las Cuencas de Carolina son poco profundas y tienen bordes ligeramente elevados. La dimensión de las cuencas varía de aproximadamente sesenta metros a varios kilómetros de longitud.  Lagos y depresiones pantanosas con forma oval o circular frecuentemente se han clasificado erróneamente como Cuencas de Carolina, aunque carecen de la geometría elíptica precisa y de los bordes elevados.

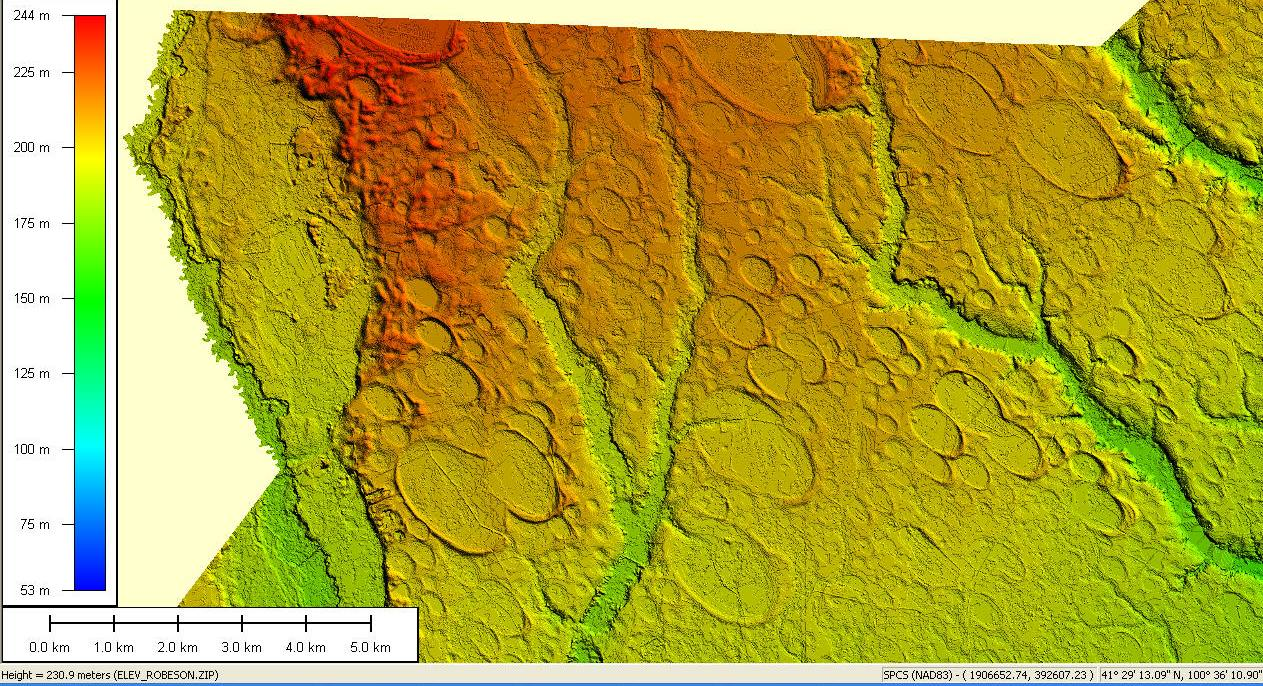
Imagen LIDAR de las Cuencas de Carolina
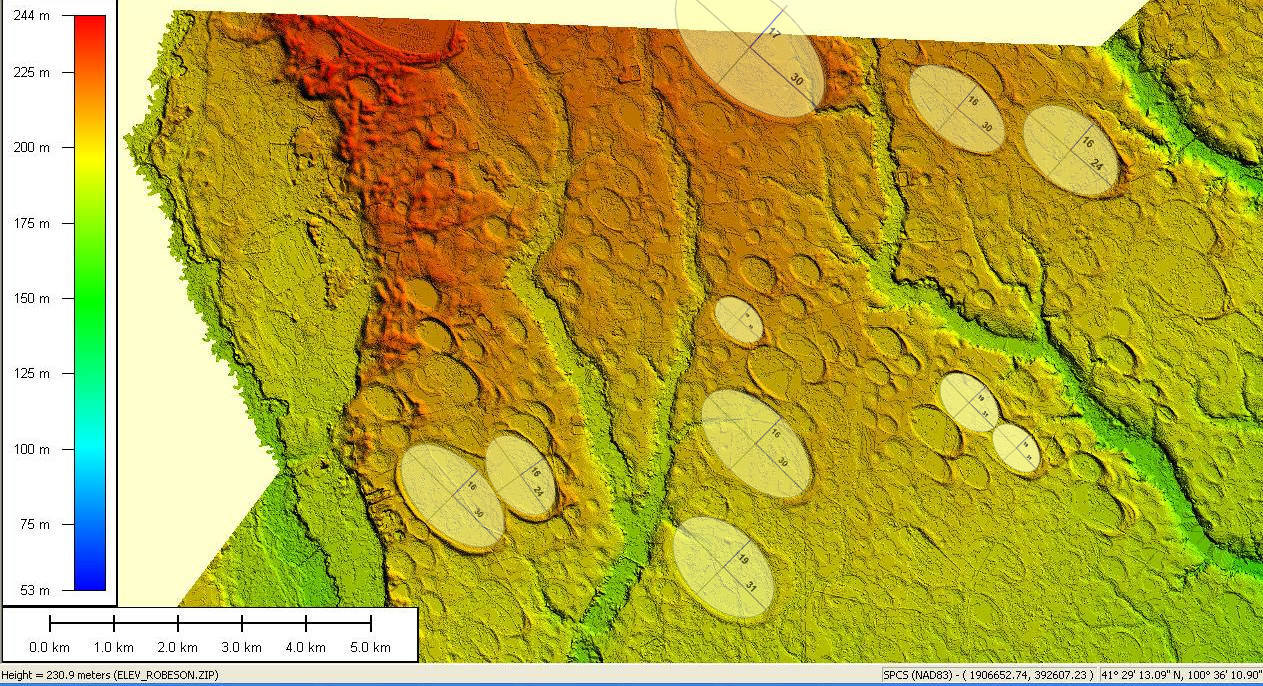
Las elipses superpuestas en las Cuencas de Carolina demuestran que la geometría prototípica de las cuencas es elíptica.

Nota sobre la orientación: En Carolina del Sur y Carolina del Norte, el eje longitudinal de muchas de las bahías de Carolina está orientado hacia el noroeste, mientras que en Delaware, Maryland y Nueva Jersey, el eje longitudinal de muchas de las bahías de Carolina está orientado hacia el noreste y algunas bahías de Carolina en esta área muestran orientaciones aleatorias. - Rasmussen, W. C., and T. H. Slaughter (1955) "The ground water resources, in The water resources of Somerset, Wicomico, and Worcester Counties". Bulletin no. 16, Maryland Geological Survey, Baltimore, Maryland;
Swezey, C. S. (2020). "Quaternary eolian dunes and sand sheets in inland locations of the Atlantic Coastal Plain Province". In Lancaster, N.; Hesp, P. (eds.). Inland Dunes of North America. Dunes of the World. Springer Publishing. pp. 11–63. doi:10.1007/978-3-030-40498-7_2. ISBN 978-3-030-40498-7. S2CID 219502764.

## Descubrimiento
Las Cuencas de Carolina eran conocidas en el siglo XIX como áreas pantanosas con bordes arenosos. Las cuencas son muy grandes y sus bordes generalmente no son muy altos; por eso son prácticamente indetectables cuando se observan de un punto de vista cerca de la superficie de la tierra. La introducción de la fotografía aérea en la década de 1930 mostró que las Cuencas de Carolina eran depresiones elípticas alineadas aproximadamente en la misma dirección.  La notable regularidad geométrica de las Cuencas de Carolina estimuló muchas hipótesis contrapuestas sobre su origen. La introducción de LIDAR, una tecnología de teledetección, mejoró enormemente la visualización de las Cuencas de Carolina a lo largo de la costa atlántica.

## Características
1. En Carolina del Sur y Carolina del Norte, el eje longitudinal de muchas de las bahías de Carolina está orientado hacia el noroeste, mientras que en Delaware, Maryland y Nueva Jersey, el eje longitudinal de muchas de las bahías de Carolina está orientado hacia el noreste y algunas bahías de Carolina en esta área muestran orientaciones aleatorias. - Rasmussen, W. C., and T. H. Slaughter (1955) "The ground water resources, in The water resources of Somerset, Wicomico, and Worcester Counties". Bulletin no. 16, Maryland Geological Survey, Baltimore, Maryland;
Swezey, C. S. (2020). "Quaternary eolian dunes and sand sheets in inland locations of the Atlantic Coastal Plain Province". In Lancaster, N.; Hesp, P. (eds.). Inland Dunes of North America. Dunes of the World. Springer Publishing. pp. 11–63. doi:10.1007/978-3-030-40498-7_2. ISBN 978-3-030-40498-7. S2CID 219502764. Las dimensiones del eje mayor varían aproximadamente de 60 metros a 11 kilómetros (Eyton y Parkhurst 1975).
2. En Carolina del Sur y Carolina del Norte, las Cuencas de Carolina muestran una orientación noroeste-sureste (Prouty, 1952)
3. Las cuencas tienen una profundidad máxima de aproximadamente 15 metros. Las cuencas grandes tienden a ser más profundas que las cuencas pequeñas, pero la parte más profunda de cualquier cuenca está generalmente al sureste de la cuenca.
4. Muchas cuencas tienen bordes arenosos elevados con el máximo desarrollo hacia el sureste. Las alturas de los bordes varían de 0 a 7 metros.
5. Las Cuencas de Carolina con frecuencia se superponen a otras cuencas sin destruir la morfología de ninguna de las depresiones. Una o más cuencas pequeñas pueden estar completamente contenidas en una cuenca más grande.
6. La estratigrafía debajo de las cuencas no está distorsionada (Preston y Brown, 1964; Thom, 1970).
7. Las cuencas ocurren solo en sedimentos no consolidados. No hay cuencas en las llanuras inundables o playas modernas.
8. Las Cuencas de Carolina están igualmente preservadas en terrazas de diferentes edades y procesos formativos.
9. Las Cuencas de Carolina son cuencas sedimentarias que están llenas o parcialmente llenas de limo de origen orgánico e inorgánico.  Algunos rasgos de elipses arenosos parecen ser antiguas cuencas que se llenaron completamente de sedimentos terrestres y materiales orgánicos.
10. Las Cuencas de Carolina tienen las mismas características geométricas que las Cuencas Pluviales de Nebraska, pero las cuencas de Nebraska están orientadas al noreste-suroeste. (Zanner y Kuzila, 2001) (Davias y Gilbride, 2010)

## Origen
Un trabajo reciente del Servicio Geológico de EE. UU. ha interpretado las bahías de Carolina como lagos termokarst relictos que han sido modificados por procesos eólicos y lacustres  [Swezey, C. S. (2020). "Quaternary eolian dunes and sand sheets in inland locations of the Atlantic Coastal Plain Province". In: Lancaster, N.; Hesp, P. (eds.). Inland Dunes of North America. Dunes of the World. Springer Publishing. pp. 11–63. doi:10.1007/978-3-030-40498-7_2. ISBN 978-3-030-40498-7. S2CID 219502764]. Los lagos termokarst modernos son comunes hoy en día alrededor de Barrow (Alaska), y los ejes largos de estos lagos son oblicuos a la dirección del viento predominante. Estos lagos se desarrollan por descongelación de suelo helado, con la posterior modificación por el viento y las olas. Por lo tanto, la interpretación de las bahías de Carolina como lagos termocársticos relictos implica que el suelo helado alguna vez se extendió tan al sur como las bahías de Carolina. Esta interpretación es consistente con las fechas de luminiscencia estimuladas ópticamente, que sugieren que las bahías de Carolina son rasgos relictos que se formaron cuando el clima era más frío, seco y ventoso.
El origen de las Cuencas de Carolina ha sido debatido vigorosamente desde su descubrimiento. Una de las primeras hipótesis de impacto para la formación de las Cuencas de Carolina fue hecha por Melton y Schriever en 1933. Estos autores sugirieron que una lluvia de meteoritos o la desintegración de un cometa proveniente del noroeste podrían haber creado las cuencas con su alineación peculiar. La falta de fragmentos de meteoritos y otros indicadores característicos de impactos extraterrestres obligaron a los geólogos proponer que las Cuencas de Carolina se habían formado por una combinación compleja de mecanismos lacustres y eólicos (Johnson, 1942). Explicaciones adicionales para la formación de las cuencas durante los últimos 70,000 a 100,000 años incluyen la formación de lagos en arena que son modificados en la dirección de velocidad máxima del viento, depresiones kársticas con bordes formados por arena arrastrada por el viento, cuencas creadas por remolinos de agua, y cuencas creadas por erosión eólica.
Debido a que las elipses son secciones cónicas, la Hipótesis de Impactos de Hielo Glaciar (Antonio Zamora, 2017) propuso que un impacto extraterrestre sobre la capa de hielo Laurentino arrojó pedazos de hielo en trayectorias balísticas y que los impactos secundarios de los pedazos de hielo licuaron el suelo y formaron cavidades cónicas inclinadas que se transformaron en cuencas elípticas por medio de relajación viscoelástica. Un modelo experimental de impactos de pedazos de hielo sobre suelo viscoso ha demostrado la formación de cavidades cónicas inclinadas, su transformación en cuencas elípticas y la formación de cuencas superpuestas cuando los impactos producen cavidades cónicas adyacentes.